# Nicky Hunt
Nicholas Brett Hunt (Westhoughton, 3 settembre 1983) è un ex calciatore inglese, di ruolo difensore.

## Carriera

### Club
Prodotto del vivaio del Bolton, esordisce in prima squadra in campionato a 18 anni, nella stagione 2000-2001. Poi gioca altre 2 stagioni nelle giovanili, per diventare titolare nel 2003-2004, anno in cui realizza anche il suo primo gol, nel 2-2 interno contro il Liverpool, in totale le presenze in Premier League saranno 31. L'anno successivo altre 29 presenze e 6º posto per i "Trotters" che si qualificano alla Coppa UEFA. Nel 2005-2006 un infortunio lo condiziona pesantemente, gioca infatti solo 20 partite (12 in Premier).
Il 2006-2007 è la stagione con più presenze (38, di cui 33 in campionato), nonché la migliore per lui, che offre un ottimo rendimento per tutto l'arco della stagione, contribuendo alla seconda qualificazione del Bolton alla Coppa Uefa.
Il 3 novembre 2008 viene ceduto in prestito per un mese al Birmingham City.

### Nazionale
Tra il 2004 ed il 2005 ha giocato complessivamente 10 partite con la nazionale inglese Under-21.